# LUX (Nijmegen)
LUX is een arthouse en cultureel podium in het centrum van Nijmegen. Het filmhuis, ook wel 'Poortgebouw' genoemd, is geopend door Catherine Deneuve op 22 oktober 2000 en is het grootste filmhuis van Europa.

## Programmering
LUX biedt een podium in Nijmegen voor ontwikkelingen in kunst, cultuur en media, met een wekelijks aanbod van programma’s: van premièrefilms en verdiepende documentaires tot kinderfilms, theater, dans, muziek, debat, gesprek en combinaties daarvan.
Met de programmering wil LUX bezoekers inspireren, uitdagen, andere perspectieven bieden en aansporen om anders te kijken, naar zichzelf en naar de wereld. LUX biedt een kritisch platform waarin kunst en wetenschap, maatschappelijke thema’s en uitdagende en grensoverschrijdende ontwikkelingen centraal staan. 
LUX beschikt over uit zeven filmzalen van wisselende grootte, een vlakke vloer theaterzaal, een multimediazaal, de multifunctionele zaal Studio LUX, een foyer en het Café LUX. 
Eind 2004 verkeerde LUX in grote financiële moeilijkheden, het kampte met een structureel gat in de begroting van 250.000 euro. 6 januari 2005 verscheen een ingezonden brief in De Gelderlander waarin ruim vijftig prominente Nederlanders pleitten voor behoud van LUX "in haar volle inhoudelijke breedte".

## Café LUX
In het gebouw is het café-restaurant Café LUX gevestigd. Hier kan men napraten over films en voorstellingen, flexwerken, borrelen of dineren.

## Educatie
In LUX zijn filmcursussen, workshops en lessenreeksen te volgen. Daarnaast biedt LUX het hele schooljaar door verschillende educatieve activiteiten en programma’s gericht op het primair onderwijs, het voortgezet onderwijs en mbo. Bovendien is LUX in mei 2019 gestart met het pilotproject ‘FilmHUB voor film- en beeldeducatie in Gelderland’, waarin actief verbindingen worden gelegd tussen het onderwijs en de culturele sector. 

## Externe link

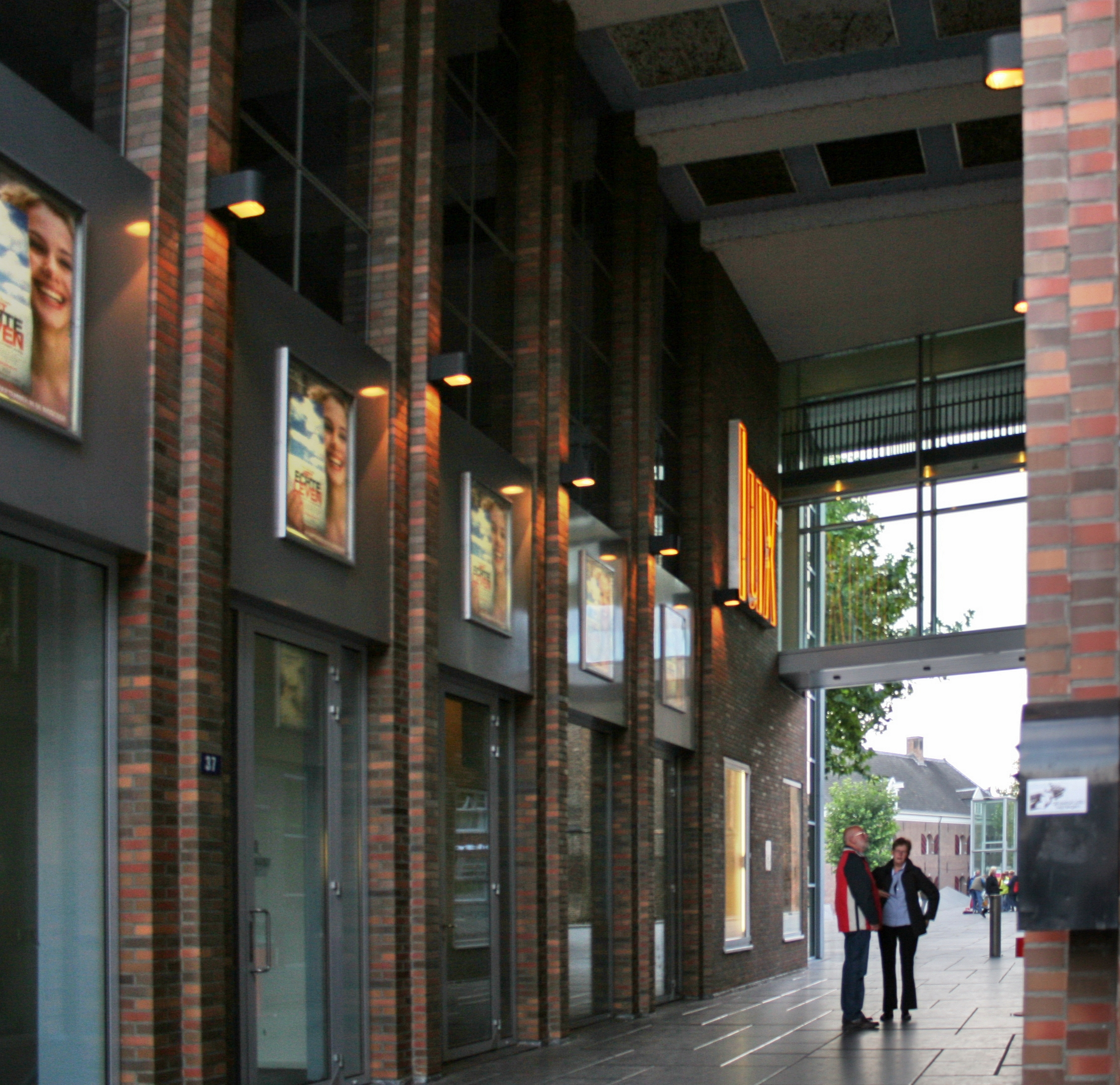
Passage in het poortgebouw
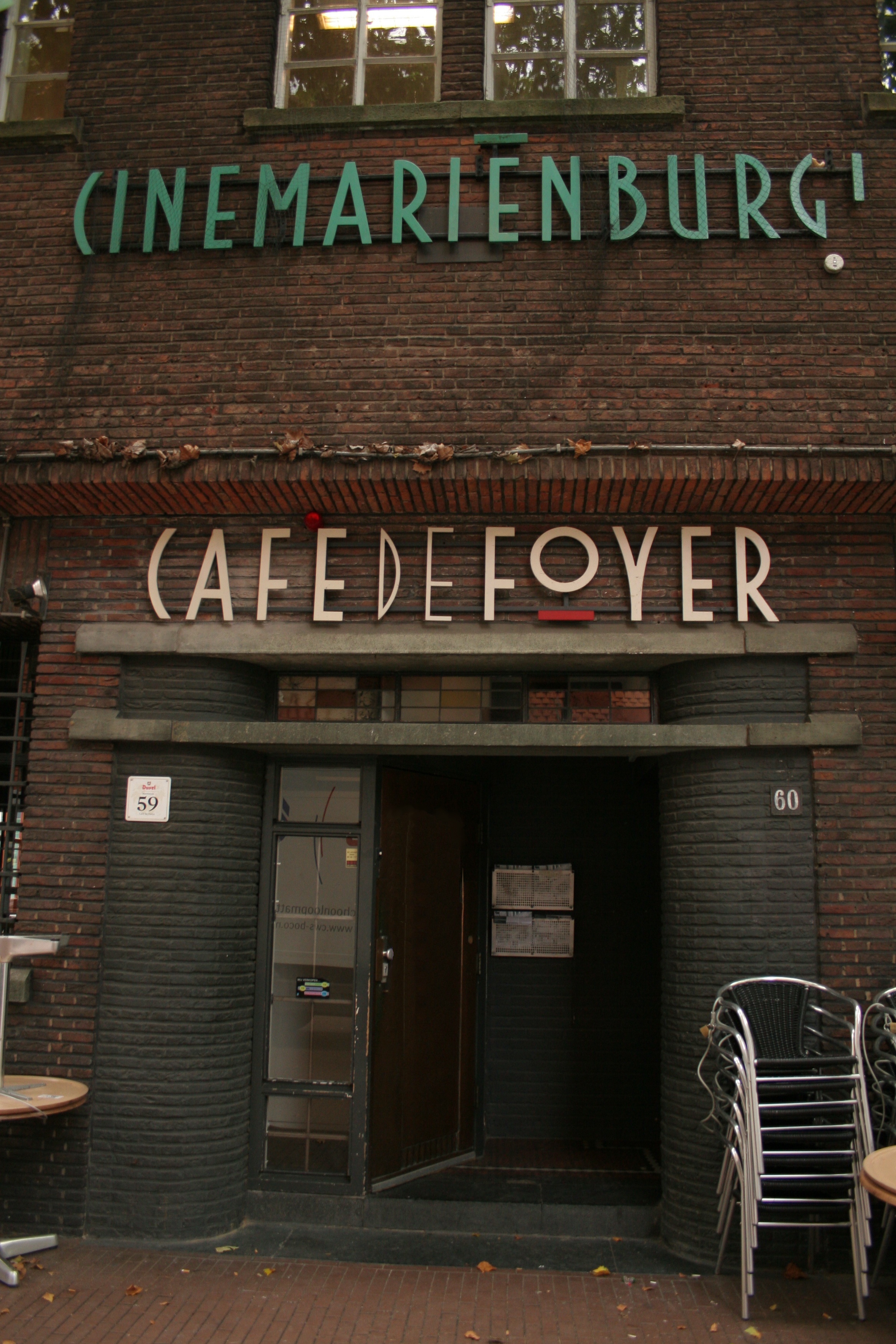
Cinemariënburg, dependance tot eind 2009
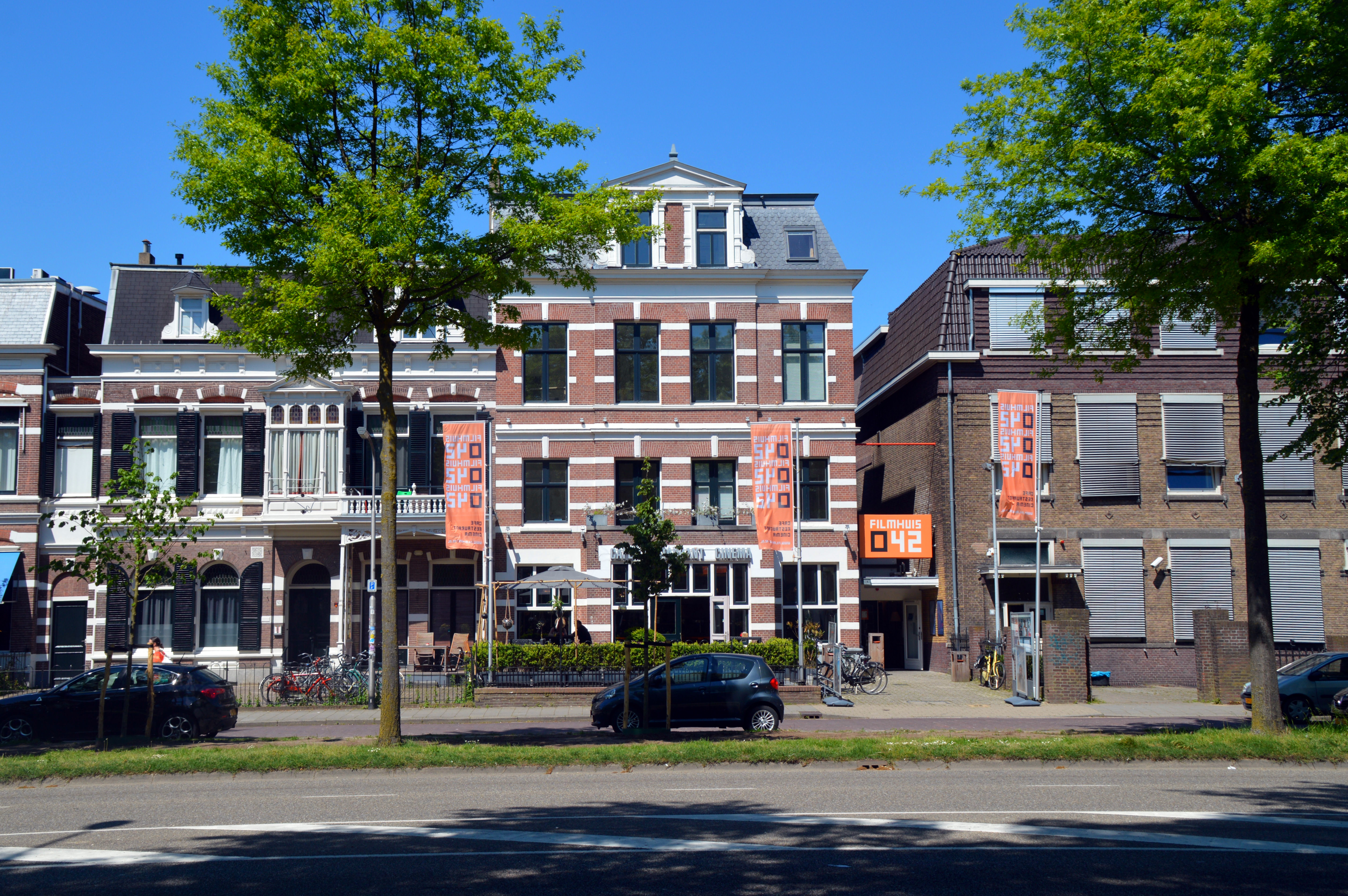
VillaLux, dependance tussen 2011 en 2016